# استفانی ویلسون
استفانی دیانا ویلسون (به انگلیسی: Stephanie Diana Wilson) فضانورد اهل کشور ایالات متحده آمریکا است که در ۲۷ سپتامبر ۱۹۶۶ میلادی در بوستون زاده شد. وی در مأموریت اس‌تی‌اس-۱۲۱، اس‌تی‌اس-۱۲۰، اس‌تی‌اس-۱۳۱ حضور داشته‌است.